# Хер-Гренцхаузен
Хер-Гренцхаузен (њем. Höhr-Grenzhausen) град је у њемачкој савезној држави Рајна-Палатинат. Једно је од 192 општинска средишта округа Вестервалд. Према процјени из 2010. у граду је живјело 9.430 становника. Посједује регионалну шифру (AGS) 7143032.

## Географски и демографски подаци
Хер-Гренцхаузен се налази у савезној држави Рајна-Палатинат у округу Вестервалд. Град се налази на надморској висини од 250 метара. Површина општине износи 15,9 km². У самом граду је, према процјени из 2010. године, живјело 9.430 становника. Просјечна густина становништва износи 594 становника/km².

## Међународна сарадња
| Мјесто   | Држава    | Врста сарадње | Од    |
| -------- | --------- | ------------- | ----- |
| Лајгвеља | Италија   | партнерство   | 1972. |
|          | Француска | партнерство   | 1987. |
| Извор    |           |               |       |